# Friedrich von Wallenrode
Friedrich von Wallenrode († 15. Juli 1410 in der Schlacht bei Tannenberg) war Komtur und Oberster Marschall des Deutschen Ordens.

## Leben
Friedrich von Wallenrode stammte aus dem fränkischen Adelsgeschlecht der von Wallenrode und war der Bruder des Hochmeisters des Deutschen Ordens Konrad von Wallenrode. Bischof Johannes von Wallenrode war sein Neffe.
Konrad von Wallenrode bildete 1393 die neue Komturei Ryne, Friedrich von Wallenrode war der erste Komtur. Ab 1396 fungierte er als Komtur von Strasburg. 1404 wurde er Komtur von Mewe und 1407 vom neuen Hochmeister Ulrich von Jungingen zum obersten Marschall und Komtur von Königsberg ernannt.
Beim Feldzug im Sommer 1410 kommandierte der Ordensmarschall die Vorhut des Ordensheeres beim Vorstoß auf Soldau und Kauernick.
In der Schlacht von Tannenberg befehligte er den linken Flügel des Ordensheeres. Dort eröffnete er die Kampfhandlungen mit dem zunächst erfolgreichen Gegenstoß gegen die angreifenden Litauer unter Vytautas, bei dem sich in der Folge die unter seinem Kommando stehenden Einheiten während Verfolgung des geschlagenen Gegners zerstreuten.
Ob dieser taktische Fehler dem Ordensmarschall bewusst unterlief oder Insubordination eintrat, ist nicht mehr nachzuweisen. Er fiel in der Schlacht.

### Zeitgenössische Chroniken
- Johannes Longinus (Jan Długosz): Banderia Prutenorum[3]
- Jan Długosz: Annales seu Cronicae incliti Regni Poloniae (Chronik Polens, um 1445–1480).